# Morona (distrito)
O Distrito peruano de Morona é um dos seis distritos que formam a Província de Datem del Marañón, situada no Departamento de Loreto, pertencente a Região Loreto, Peru.

## Transporte
O distrito de Morona é servido pela seguinte rodovia:
- LO-101, que liga o distrito à cidade de Andoas
- LO-100, que liga o distrito de Manseriche à cidade de Alto Nanay
- LO-109, que liga o distrito de Nauta à cidade de Manseriche[1][2][3]